# Richard Strachan
Richard Strachan (ur. 18 listopada 1986) – brytyjski lekkoatleta specjalizujący się w biegu na 400 metrów.
Pierwszy sukces międzynarodowy odniósł w 2005 kiedy wraz z kolegami ze sztafety 4 × 400 metrów został w Kownie mistrzem Europy juniorów. W 2011 podczas halowego czempionatu Starego Kontynentu indywidualnie był piąty, a w biegu rozstawnym Brytyjczycy zdobyli srebrny medal. Dwa lata później biegł na ostatniej zmianie sztafety 4 × 400 metrów, która zdobyła halowe mistrzostwo Europy. Stawał na podium mistrzostw kraju i brał udział w zawodach pucharu Europy oraz drużynowego czempionatu Starego Kontynentu.
Rekordy życiowe: stadion – 45,48 (7 lipca 2013, La Chaux-de-Fonds); hala – 46,22 (2 lutego 2013, Birmingham).

## Osiągnięcia
| Rok  | Impreza                                 | Miejsce   | Konkurencja        | Lokata     | Wynik   |
| ---- | --------------------------------------- | --------- | ------------------ | ---------- | ------- |
| 2005 | Mistrzostwa Europy juniorów             | Kowno     | sztafeta 4 × 400 m | 1. miejsce | 3:06,67 |
| 2006 | Superliga pucharu Europy                | Malaga    | sztafeta 4 × 400 m | 4. miejsce | 3:05,05 |
| 2007 | Superliga pucharu Europy                | Monachium | sztafeta 4 × 400 m | 3. miejsce | 3:01,92 |
| 2009 | Superliga drużynowych mistrzostw Europy | Leiria    | sztafeta 4 × 400 m | 1. miejsce | 3:00,82 |
| 2011 | Halowe mistrzostwa Europy               | Paryż     | bieg na 400 m      | 5. miejsce | 46,74   |
| 2011 | Halowe mistrzostwa Europy               | Paryż     | sztafeta 4 × 400 m | 2. miejsce | 3:06,46 |
| 2011 | Mistrzostwa świata                      | Taegu     | sztafeta 4 × 400 m | 7. miejsce | 3:01,16 |
| 2013 | Halowe mistrzostwa Europy               | Göteborg  | bieg na 400 m      | 6. miejsce | 47,02   |
| 2013 | Halowe mistrzostwa Europy               | Göteborg  | sztafeta 4 × 400 m | 1. miejsce | 3:05,78 |